# FH Hafnarfjörður
Le Fimleikafélag Hafnarfjarðar ou FH est un club omnisports islandais basé à Hafnarfjörður. Il possède notamment une section football évoluant en Úrvalsdeild et une section handball.

## Football

### Historique
- 1929 : fondation du club sous le nom de FH Hafnarfjörður
- 1935 : fusion avec le Haukar Hafnarfjörður en ÍBH Hafnarfjörður
- 1961 : révocation de la fusion, le club est renommé FH Hafnarfjörður
- 1972 : la section féminine de football remporte le premier championnat national
- 1990 : 1re participation à une Coupe d'Europe (C3, saison 1990/91)
- 2004 : FH élimine Dunfermline Athletic ( Écosse) en Coupe de l'UEFA
- 2004-2006 : triple champion d'Islande
- 2008-2009 : Champion d'Islande
- 2012 : Champion d'Islande

Avec six titres de champion, une Coupe d'Islande et quatre Coupes de la Ligue remportées entre 2002 et 2008, le FH est le club dominant des années 2000 en Islande. L'islandais Heimir Gudjonsson est l'entraîneur depuis début décembre 2022.

### Bilan sportif

#### Palmarès
- Championnat d'Islande
  - Champion : 2004, 2005, 2006, 2008, 2009, 2012, 2015 et 2016
  - Vice-champion : 1989, 1993, 1994, 2003, 2007, 2010, 2011, 2013, 2014 et 2020

- Championnat d'Islande de deuxième division
  - Champion : 1974, 1984, 1988, 2000

- Championnat d'Islande de troisième division
  - Champion : 1967

- Coupe d'Islande
  - Vainqueur : 2007, 2010
  - Finaliste : 1972, 1991, 2003, 2017, 2019, 2022

- Coupe de la Ligue islandaise
  - Vainqueur : 2002, 2004, 2006, 2007, 2009, 2014, 2022
  - Finaliste : 2001

- Supercoupe d'Islande
  - Vainqueur : 2005, 2007, 2009, 2010, 2011, 2013
  - Finaliste : 2006, 2008, 2012, 2016

- Championnat d'Islande de football féminin
  - Vainqueur : 1972, 1974, 1975, 1976

#### Bilan européen

##### Bilan
| Compétition              | P  | M  | V  | N  | D  | BP | BC  | Diff. |
| ------------------------ | -- | -- | -- | -- | -- | -- | --- | ----- |
| Ligue des champions (C1) | 8  | 24 | 5  | 7  | 12 | 21 | 35  | -14   |
| Ligue Europa (C3)        | 13 | 41 | 15 | 11 | 15 | 55 | 60  | -5    |
| Ligue Conférence (C4)    | 1  | 4  | 2  | 0  | 2  | 4  | 7   | -3    |
| Coupe Intertoto          | 1  | 4  | 1  | 0  | 2  | 6  | 7   | -1    |
| Total                    | 23 | 73 | 21 | 19 | 33 | 86 | 109 | -23   |

##### Résultats
Légende
- Victoire ou qualification pour le tour suivant
- Match nul
- Défaite ou élimination de la compétition

Note : dans les résultats ci-dessous, le score du club est toujours donné en premier
| Saison    | Compétition             | Tour              | Club                   | Domicile | Extérieur | Total  |
| --------- | ----------------------- | ----------------- | ---------------------- | -------- | --------- | ------ |
| 1990-1991 | Coupe UEFA              | Premier tour      | Dundee United          | 0 - 2    | 1 - 4     | 1 - 6  |
| 1994-1995 | Coupe UEFA              | Tour préliminaire | Linfield FC            | 1 - 0    | 1 - 3     | 2 - 3  |
| 1995-1996 | Coupe UEFA              | Tour préliminaire | Glenavon FC            | 0 - 0    | 0 - 1     | 0 - 1  |
| 2002      | Coupe Intertoto         | Premier tour      | Cementarnica 55 Skopje | 3 - 1    | 1 - 2     | 4 - 3  |
| 2002      | Coupe Intertoto         | Deuxième tour     | Villarreal CF          | 0 - 2    | 2 - 2     | 2 - 4  |
| 2004-2005 | Coupe UEFA              | Premier tour Q    | Haverfordwest County   | 1 - 0    | 3 - 1     | 4 - 1  |
| 2004-2005 | Coupe UEFA              | Deuxième tour Q   | Dunfermline Athletic   | 2 - 2    | 2 - 1     | 4 - 3  |
| 2004-2005 | Coupe UEFA              | Premier tour      | Alemannia Aachen       | 1 - 5    | 0 - 0     | 1 - 5  |
| 2005-2006 | Ligue des champions     | Premier tour Q    | Neftchi Bakou          | 0 - 2    | 1 - 2     | 1 - 4  |
| 2006-2007 | Ligue des champions     | Premier tour Q    | Sileks Kratovo         | 2 - 0    | 0 - 1     | 2 - 1  |
| 2006-2007 | Ligue des champions     | Deuxième tour Q   | CSKA Moscou            | 0 - 2    | 1 - 4     | 1 - 6  |
| 2007-2008 | Ligue des champions     | Premier tour Q    | HB Tórshavn            | 4 - 1    | 0 - 0     | 4 - 1  |
| 2007-2008 | Ligue des champions     | Deuxième tour Q   | BATE Borisov           | 1 - 3    | 1 - 1     | 2 - 4  |
| 2008-2009 | Coupe UEFA              | Premier tour Q    | CS Grevenmacher        | 3 - 2    | 5 - 1     | 8 - 3  |
| 2008-2009 | Coupe UEFA              | Deuxième tour Q   | Aston Villa            | 1 - 4    | 1 - 1     | 2 - 5  |
| 2009-2010 | Ligue des champions     | Deuxième tour Q   | FK Aktobe              | 0 - 4    | 0 - 2     | 0 - 6  |
| 2010-2011 | Ligue des champions     | Deuxième tour Q   | BATE Borisov           | 1 - 5    | 0 - 1     | 1 - 6  |
| 2011-2012 | Ligue Europa            | Deuxième tour Q   | CD Nacional            | 1 - 1    | 0 - 2     | 1 - 3  |
| 2012-2013 | Ligue Europa            | Premier tour Q    | USV Eschen/Mauren      | 2 - 1    | 1 - 0     | 3 - 1  |
| 2012-2013 | Ligue Europa            | Deuxième tour Q   | AIK Solna              | 1 - 1    | 0 - 1     | 1 - 2  |
| 2013-2014 | Ligue des champions     | Deuxième tour Q   | Ekranas Panevėžys      | 1 - 0    | 2 - 1     | 3 - 1  |
| 2013-2014 | Ligue des champions     | Troisième tour Q  | Austria Vienne         | 0 - 1    | 0 - 0     | 0 - 1  |
| 2013-2014 | Ligue Europa            | Barrages Q        | KRC Genk               | 0 - 2    | 2 - 5     | 2 - 7  |
| 2014-2015 | Ligue Europa            | Premier tour Q    | Glenavon FC            | 3 - 0    | 3 - 2     | 6 - 2  |
| 2014-2015 | Ligue Europa            | Deuxième tour Q   | Nioman Hrodna          | 1 - 1    | 2 - 0     | 3 - 1  |
| 2014-2015 | Ligue Europa            | Troisième tour Q  | IF Elfsborg            | 1 - 4    | 2 - 1     | 3 - 5  |
| 2015-2016 | Ligue Europa            | Premier tour Q    | SJK Seinäjoki          | 1 - 0    | 1 - 0     | 2 - 0  |
| 2015-2016 | Ligue Europa            | Deuxième tour Q   | Inter Bakou            | 1 - 2    | 2 - 2 ap  | 3 - 4  |
| 2016-2017 | Ligue des champions     | Deuxième tour Q   | Dundalk FC             | 2 - 2    | 1 - 1     | 3 - 3E |
| 2017-2018 | Ligue des champions     | Deuxième tour Q   | Víkingur Gøta          | 1 - 1    | 2 - 0     | 3 - 1  |
| 2017-2018 | Ligue des champions     | Troisième tour Q  | NK Maribor             | 0 - 1    | 0 - 1     | 0 - 2  |
| 2017-2018 | Ligue Europa            | Barrages Q        | Sporting Braga         | 1 - 2    | 2 - 3     | 3 - 5  |
| 2018-2019 | Ligue Europa            | Premier tour Q    | FC Lahti               | 3 - 0    | 0 - 0     | 3 - 0  |
| 2018-2019 | Ligue Europa            | Deuxième tour Q   | Hapoel Haïfa           | 1 - 1    | 0 - 1     | 0 - 2  |
| 2020-2021 | Ligue Europa            | Premier tour Q    | DAC Dunajská Streda    | 0 - 2    | N/A       | 0 - 2  |
| 2021-2022 | Ligue Europa Conférence | Premier tour Q    | Sligo Rovers           | 1 - 0    | 2 - 1     | 3 - 1  |
| 2021-2022 | Ligue Europa Conférence | Deuxième tour Q   | Rosenborg BK           | 0 - 2    | 1 - 4     | 1 - 6  |

## Handball

### Palmarès
section masculine
- championnat d'Islande
  - vainqueur (18) : 1956, 1957, 1959, 1960, 1961, 1965, 1966, 1969, 1971, 1974, 1976, 1984, 1985, 1990, 1992, 2011
- coupe d'Islande
  - vainqueur (6) : 1975, 1976, 1977, 1992, 1994, 2019

section féminine
- championnat d'Islande
  - vainqueur (3) : 1961, 1981 et 1982

### Joueurs célèbres
- Logi Geirsson
- Aron Pálmarsson
- Hans Peter Motzfeldt-Kyed